# روي مينديز
روي مينديز (بالبرتغالية: Rui Mendes؛ بالألمانية: Rui Mendes) هو لاعب كرة قدم برتغالي وألماني في مركز نصف الجناح، ولد في 10 نوفمبر 1999 في Gondar ‏ في البرتغال.

## وصلات خارجية
- روي مينديز على موقع قاعدة بيانات كرة القدم.إي يو (الإنجليزية)
- روي مينديز على موقع Soccerway.com (الإنجليزية)
- روي مينديز على موقع عالم كرة القدم.نت (الإنجليزية)